# Армяне в Кувейте
Армяне в Кувейте (араб. الأرمن في الكويت‎, арм. Հայերը Քուվեյթում) — люди армянского происхождения, проживающие в Кувейте. По состоянию на 2013 год численность армянского населения в стране значительно увеличилась, и сейчас в ней проживает около 6000 армян. Перед войной в Персидском заливе численность армянского населения достигала своего пика — 12 000 человек. Но после иракского вторжения количество армян, проживающих в Кувейте, значительно сократилось до 500, вследствие бегства от конфликта.

## История
Первая известная миграция армян в Кувейт относится к концу 1890—1900 годов (на рубеже веков). Первые армянские семьи были созданы в 1947 году (Богос Овакимян с женой Арусиаг, в ней родился в 1952 году сын Овак, первый армянин, родившийся в американской больнице Кувейта; Мигран Закарян и его семья). В то время в стране проживало менее 40 холостых мужчин-армян. Среди них были Нерсес Шагзоян, Ашот Бабкен, Самуель Галустян (в начале 1950-х) и Грайр Акопян (в конце 1950-х), которые мигрировали из Ирана. Наиболее известная миграция армян в Кувейт произошло сразу после подъёма арабского национализма в Сирии и Египте в 1950-х и 1960-х годах.
В результате Геноцида армян многие выжившие были вынуждены сначала поселиться в Леванте, включая Ливан, Сирию, Египет и Ирак. В 1958 году первая волна арабского национализма прокатилась по Сирии и Египту. Это не устраивало крупные армянские общины в этих странах. Создание Объединенной Арабской Республики спровоцировало массовую миграцию армян в Ливан (из Сирии), а также в Канаду и США (из Египта). Некоторые сирийские армяне иммигрировали в Кувейт, когда он ещё находился под британским мандатом.
Первой волной армянских иммигрантов в Кувейт стали люди, которые пытались спастись от беспорядков в других арабских странах. Они в основном представляли собой инженеров и подрядчиков из Ирана, а также квалифицированных мастеров из Алеппо, которые нашли работу в легкой промышленности Кувейта, ремонте автомобилей, кузовов, сантехники, электрики и сфере обслуживания.
Новый приток молодых армян вызвал необходимость в открытии армянской школы в Кувейте, которую возглавил Виген Шагзо (он же Викен Шагзоян). В 1960 году Виген Шагзо и его брат Аршавир Шагзо при поддержке других видных представителей армянской общины основали первую в Кувейте армянскую школу и Армянскую апостольскую церковь.
К середине 1980-х годов численность армянского населения Кувейта достигла своего пика в 12 000 человек. Во время и после операции «Буря в пустыне» население уменьшалось по мере того, как армяне иммигрировали в Северную Америку. По состоянию на 2013 год в Кувейте проживает около 6000 армян.

## Армяне во время иракского вторжения
В августе 1990 года Ирак объявил войну Кувейту и вторгся на его территорию. За это время многие кувейтские армяне уехали в соседние арабские страны, такие как Сирия, Ливан и государства Персидского залива. Остальные армяне бежали в Багдад на автотранспорте, а затем — в Сирию.
Оставшиеся армяне были в основном рабочими, которым было некуда спасаться. Во время вторжения армянская школа и церковь были закрыты и охранялись, чтобы мародеры не нападали на них. Они остались невредимыми во время войны.
После того как иракцы были изгнаны из Кувейта силами коалиции, армянская община в значительной степени сократилась до примерно 500 армян. Война также послужила причиной для массовой миграции кувейтских армян в страны Северной Америки, такие как Канада и США.

## Восстановление армянской общины в Кувейте
Численность армянского населения в Кувейте медленно росла после окончания Первой войны в Персидском заливе. Его численность сейчас составляет около 2500—6000 человек.
Сегодня в армянской школе Кувейта учатся дети от детского сада до 12 класса. В школе, единственном зарубежном учебном заведении, которому разрешено включать религию в свою учебную программу, сейчас в ней обучаются около 300 студентов, а штат сотрудников состоит из 25 преподавателей, в том числе 17 армян.
Количество армян в настоящий момент гораздо ниже по сравнению с довоенным уровнем, когда число учащихся достигало 700 человек. Армянская община медленно восстанавливается, чтобы вновь вернуть себе численность середины 1980-х годов.

## Религия

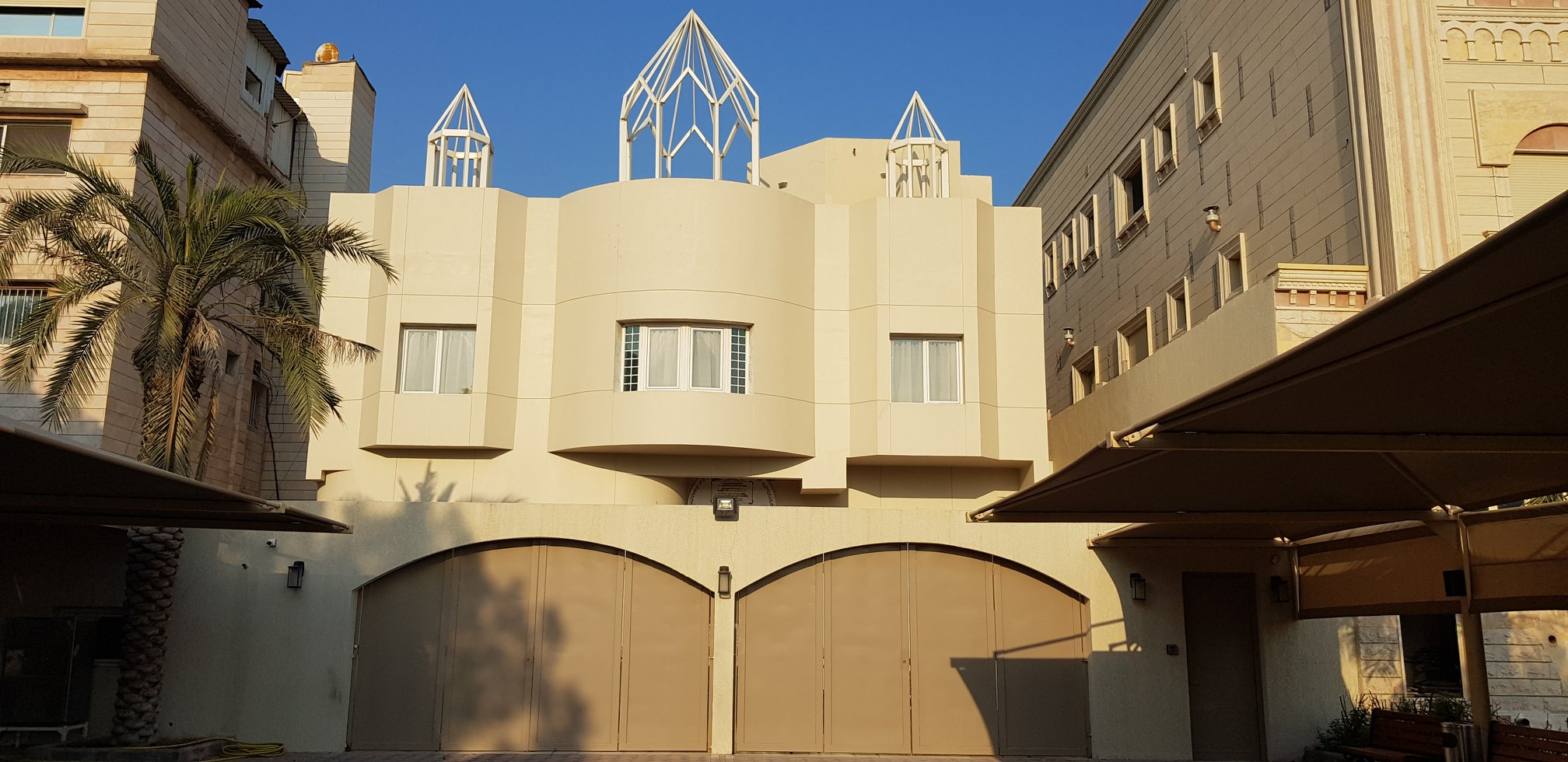
Армянская апостольская церковь в Кувейте

Большая часть армянского населения принадлежит к Армянской апостольской церкви и находится под юрисдикцией Святого Престола Киликии. Кувейт является частью Прелатия Кувейта и Персидского залива, учрежденного Престолом Киликии (также известным как Католикосат Великого Дома Киликии) с его центральной штаб-квартирой в самом Кувейте.